# Brabham BT26
La Brabham BT26, o chiamata anche Repco Brabham BT26, è una vettura da corsa di Formula Uno utilizzata sul finire della stagione 1968 e durante la 1969. 
Sviluppata dalla precedente BT24, era dotata di motori Repco, ma in seguito furono montati i motori Cosworth DFV, che le fecero ottenere due vittorie nella stagione 1969 e secondo posto nel Campionato Costruttori del 1969.